# Long Beach Dub Allstars
Die Long Beach Dub Allstars ist eine US-amerikanische Reggae-Dub-Band, die 1997 gegründet, 2002 aufgelöst wurde und seit 2012 wiedervereint ist.

## Geschichte
Eric Wilson und Bud Gaugh lernten sich Anfang der 80er Jahre zu Kindergartenzeiten kennen und gründeten später ihre erste Garagen-Punkband. 1988 gründeten sie mit Brad Nowell Sublime. Nachdem Nowell 1996 an einer Überdosis Heroin gestorben war, gründeten Gaugh und Wilson die Long Beach Dub Allstars (LBDAS).
Nachdem sich die Long Beach Dub Allstars 2002 aufgelöst hatten, gründete  Wilson mit dem Gitarrist RAS-1 die Band Long Beach Shortbus, die musikalisch am Sound der Long Beach Dub Allstars anknüpften. Gaugh gründete mit Krist Novoselic von Nirvana und Chris Kirkwood von den Meat Puppets das nur kurz bestehende Alternative-Rock-Projekt Eyes Adrift.
Der Song Sunny Hours featuring Will.i.am von den Black Eyed Peas aus dem zweiten Album Wonders of the World war das Titellied des Friends Spin-Offs Joey.

## Diskografie
- 1999: Right Back
- 2001: Wonders of the World
- 2020: Long Beach Dub Allstars